# Wendy Finerman
Wendy Finerman (2 de agosto de 1960) es una productora de cine estadounidense, responsable de una docena de películas.

## Biografía
Finerman nació en el seno de una familia judía y creció en Beverly Hills. Su hermana, Karen Finerman, es ejecutiva de fondos de cobertura en la ciudad de Nueva York y aparece en el programa Fast Money de la CNBC.
Finerman fue una de los tres productores que ganaron el Óscar a la mejor película por Forrest Gump en 1994 y los Premios BAFTA oor Fairy Tale en 1998. También produjo tros films reconocidos como Fanático (The Fan), Quédate a mi lado (Stepmom), Drumline o El diablo viste de Prada (The Devil Wears Prada). Finerman estuvo casada con el también productor Mark Canton y posteriormente con su actual esposo David Peterson. Ahora dirige su propia productoraː Wendy Finerman Productions.

## Filmografía
Como productora
| Año  | Título en español        | Título original         |
| ---- | ------------------------ | ----------------------- |
| 1988 | Un caballo en la bolsa   | Hot to Trot             |
| 1994 | Forrest Gump             | Forrest Gump            |
| 1996 | Fanático                 | The Fan                 |
| 1997 | Cuento de hadas          | FairyTale: A True Story |
| 1998 | Quédate a mi lado        | Stepmom                 |
| 2001 | Ingenuas y peligrosas    | Sugar & Spice           |
| 2002 | Drumline                 | Drumline                |
| 2006 | El diablo viste de Prada | The Devil Wears Prada   |
| 2007 | Posdata: Te quiero       | P.S. I Love You         |
| 2012 | La cazarrecompensas      | One for the Money       |

Televisión
| Año  | Título original       | Cargo                |
| ---- | --------------------- | -------------------- |
| 1999 | In a Class of His Own | Productora ejecutiva |
| 2002 | One for the Money     | Productora ejecutiva |
| 2006 | Surrender, Dorothy    | Productora ejecutiva |
| 2014 | Drumline: A New Beat  | Productora ejecutiva |
| 2017 | Love by the 10th Date | Productora ejecutiva |
| 2017 | Guilty Pleasures      | Productora ejecutiva |

## Premios y distinciones
Premios Óscar
| Año  | Categoría      | Película     | Resultado |
| ---- | -------------- | ------------ | --------- |
| 1995 | Mejor película | Forrest Gump | Ganadora  |